# Barbadosi Munkáspárt
A Barbadosi Munkáspárt ( BLP ), köznyelvben „ Méhek ” néven ismert, egy 1938-ban alapított szociáldemokrata politikai párt Barbadoson . 1954–1961, 1976–1986, 1994–2008 és 2018 óta volt hatalmon. A BLP 2018 óta Barbados kormányzópártja .
A jelenlegi pártelnök Mia Amor Mottley miniszterelnök, SC, MP, míg az elnök Reginald Farley, FB, a főtitkár pedig Dr. Jerome Walcott, FB, FRCS . Santia Bradshaw képviselő miniszterelnök-helyettes és a kormányzati ügyek vezetője a barbadosi parlamentben .
A párt korábbi vezetői között volt Sir Grantley Adams, Dr. Hugh Gordon Cummins, Sir Harold Bernard St. John, Tom Adams, Sir Henry Forde és Owen Arthur professzor PC .
Barbados másik nagy pártjához, a Demokratikus Munkáspárthoz vagy a „Demokratokhoz” hasonlóan a BLP-t is széles körben balközép szociáldemokrata pártként jellemzik, amelynek helyi politikája nagyrészt személyiségvezérelt, és reagál a kortárs kérdésekre és a gazdaság állapotára. A párt azonban megkülönbözteti magát azzal, hogy az asquitha-i liberális politikákban gyökerezik, beleértve a kereskedelemre, mint a gazdasági növekedés előmozdításának módjára való összpontosítást a szociális szolgáltatások létrehozása helyett. 
A BLP a Szocialista Internacionálé korábbi megfigyelő tagja volt. 

## Történeleme
Az eredetileg 1944-ig Barbados Progresszív Liga néven ismert pártot 1938. március 31-én alapították James Martineau otthonában. Az első ülésen Chrissie Brathwaite-et és Grantley Adamst választották meg elnöknek, illetve alelnöknek. Adams 1934-ben került be a képviselőházba részben Charles Duncan O'Neal Demokratikus Ligájának munkásközpontú erőfeszítéseinek lebontásával,  de ez az új párt az 1937-es zavargások által kiváltott politikai mozgalom megszervezésére fordult, amelyet korábban ellenzett. Mint ilyenek, célkitűzéseik magukban foglalták a liga számos eredeti célját, mint például a felnőttek szavazati joga, az ingyenes oktatás, valamint a jobb lakhatás és egészségügyi ellátás. 
A BLP először 1940-ben vett részt általános választásokon. 1994-ben Owen Arthur lett a miniszterelnök a Barbadosi Munkáspárt vezetőjeként. A 2003-as választásokon a BLP a 30 helyből 23-at nyert meg. Ez a szám 2006-ra 24-re nőtt, amikor szinte példátlan fejleményként az ellenzék vezetője – saját pártján belüli keserű és viharos belső csata után – lemondott posztjáról és csatlakozott a kormányzópárthoz.

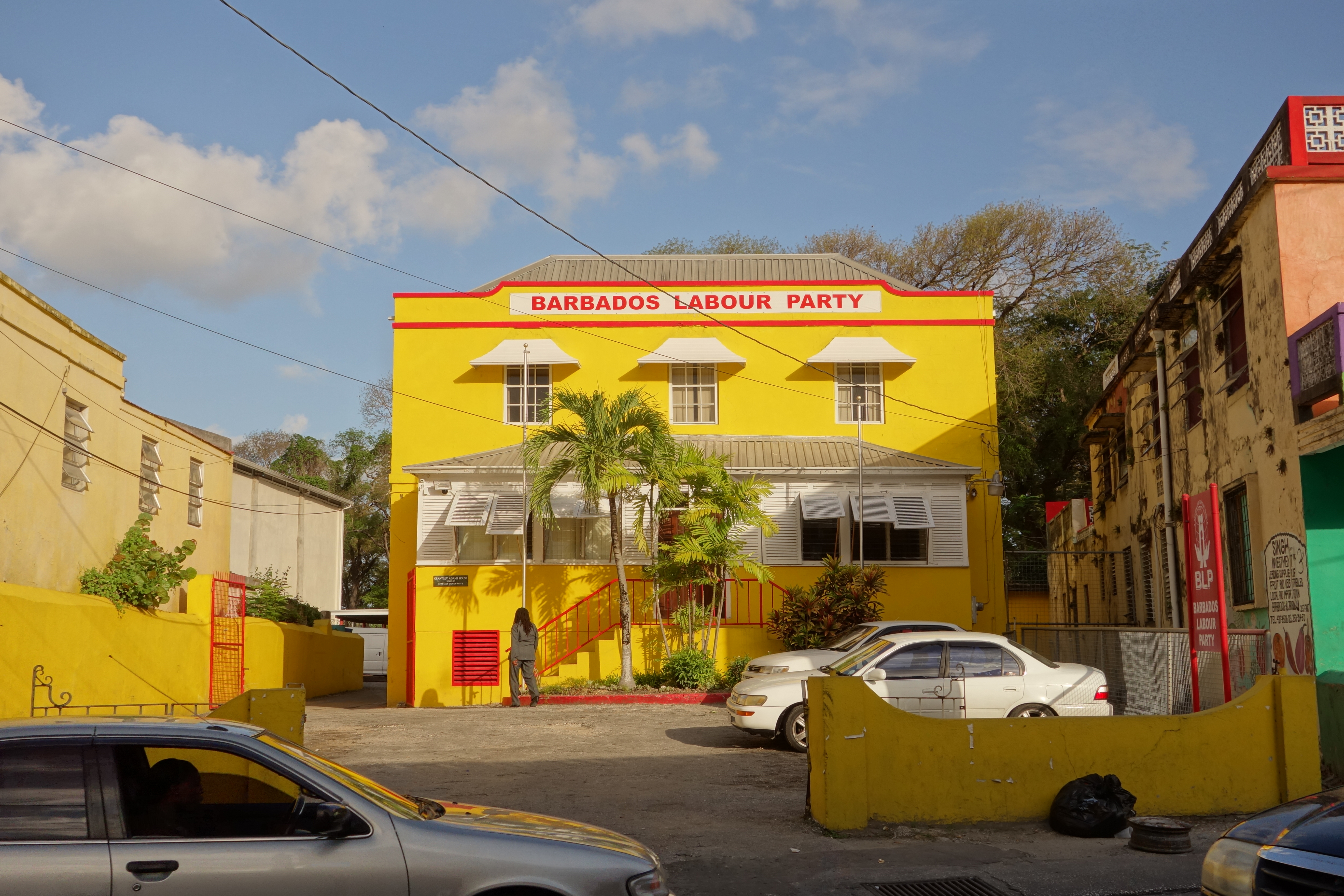
Grantley Adams House, a párt jelenlegi központja, Bridgetown

A Barbadosi Munkáspárt 1994 és 2008 között kormányzott, melyet általában „Owen Arthur-kormánynak” neveztek. Arthur miniszterelnököt a világ vezetői közül választották ki, hogy megtartsa William Wilberforce előadását az atlanti rabszolga-kereskedelemről szóló törvény eltörlésének 200. évfordulóján.
A párt elvesztette hatalmát a 2008-as általános választásokon, 10 helyet szerezve a Demokratikus Munkáspárt (DLP) 20 mandátumával szemben.  A választások után Arthur lemondott a BLP vezetői posztjáról, és helyére Mia Mottley volt miniszterelnök-helyettes került egy vezetőválasztáson, ahol Dale Marshall, Barbados főügyésze ellen indult. Mottley egyben az ellenzék vezetője is lett. 
2008 nyarán Hamilton Lashley, a St. Michael South East képviselője lemondott a pártból, hogy független jelöltként induljon a képviselőházban . Ezt követően a DLP – amelyhez a BLP-hez való csatlakozása előtt is tartozott – szegénységi tanácsadói állást adott neki. A képviselőnek ez a lépése kilencre csökkentette a Barbados Munkáspárt képviselői helyeit a képviselőházban.
Egy évtizedes ellenzéki pályafutás után a BLP 2018. május 25-én tért vissza a hatalomba Mia Mottley vezetésével, aki Barbados első női miniszterelnöke lett.  A párt eredetileg az összes képviselőházi helyet megszerezte, de Joseph Atherley püspök, St. Michael West parlamenti képviselője független képviselővé (később a Demokráciáért és Fejlődésért Néppárt alapítójává és vezetőjévé  ) és 2018. június 2-án az ellenzék vezetőjévé vált. 
2022 januárjában Mia Mottley miniszterelnök Munkáspártja (BLP) elsöprő győzelmet aratott, mind a 30 törvényhozási helyet megszerezve az első általános választásokon, amire Barbados 2021-es államváltása óta került sor. 

## Választási eredmények

### Képviselőházi választások
| Election | Party leader            | Votes   | %      | Seats   | +/–     | Position | Result           |
| -------- | ----------------------- | ------- | ------ | ------- | ------- | -------- | ---------------- |
| 1951     | Grantley Herbert Adams  | 53,321  | 54.5%  | 15 / 24 | 15      | 1st      | Többségi kormány |
| 1956     | Grantley Herbert Adams  | 48,667  | 49.3%  | 15 / 24 | Állandó | 1st      | Többségi kormány |
| 1961     | Hugh Gordon Cummins     | 40,096  | 36.8%  | 4 / 24  | 11      | 2nd      | Ellenzék         |
| 1966     | Grantley Herbert Adams  | 47,610  | 32.6%  | 8 / 24  | 4       | 2nd      | Ellenzék         |
| 1971     | Harold Bernard St. John | 39,376  | 42.4%  | 6 / 24  | 2       | 2nd      | Ellenzék         |
| 1976     | Tom Adams               | 51,948  | 52.7%  | 17 / 24 | 11      | 1st      | Többségi kormány |
| 1981     | Tom Adams               | 61,883  | 52.2%  | 17 / 27 | Állandó | 1st      | Többségi kormány |
| 1986     | Bernard St. John        | 54,367  | 40.4%  | 3 / 27  | 14      | 2nd      | Ellenzék         |
| 1991     | Henry Forde             | 51,789  | 43.0%  | 10 / 28 | 7       | 2nd      | Ellenzék         |
| 1994     | Owen Arthur             | 60,504  | 48.3%  | 19 / 28 | 9       | 1st      | Többségi kormány |
| 1999     | Owen Arthur             | 83,445  | 64.9%  | 26 / 28 | 7       | 1st      | Többségi kormány |
| 2003     | Owen Arthur             | 69,294  | 55.9%  | 23 / 30 | 3       | 1st      | Többségi kormány |
| 2008     | Owen Arthur             | 61,316  | 46.5%  | 10 / 30 | 13      | 2nd      | Ellenzék         |
| 2013     | Owen Arthur             | 74,121  | 48.2%  | 14 / 30 | 4       | 2nd      | Ellenzék         |
| 2018     | Mia Mottley             | 112,955 | 73.5%  | 30 / 30 | 16      | 1st      | Többségi kormány |
| 2022     | Mia Mottley             | 78,720  | 69.03% | 30 / 30 | Állandó | 1st      | Többségi kormány |

## Referenciák
1. ↑  Member Parties of the Socialist International.. [2013. május 3-i dátummal az eredetiből archiválva]. (Hozzáférés: 2011. október 28.)
2. ↑  Trevor Yearwood, "MIA takes over", Nation News, 20 January 2008. Archiválva 2008. január 23-i dátummal a Wayback Machine-ben. Nation News, 24 January 2008.
3. ↑  Barbados General Election Results 2018. caribbeanelections.com. [2019. szeptember 12-i dátummal az eredetiből archiválva]. (Hozzáférés: 2018. május 26.)
4. ↑  „Atherley defends move to start new party”, The Barbados Advocate, 2020. szeptember 7.
5. ↑  „Bishop Atherley now Leader of the Opposition”, The Barbados Advocate, 2018. június 2.
6. ↑  „Barbados PM hails governing party's landslide election victory”, www.aljazeera.com (angol nyelvű)

## További olvasmányok
- FA Hoyes. A nyugat-indiai demokrácia felemelkedése: Sir Grantley Adams élete és kora . Advocate Press (1963).

## Fordítás
Ez a szócikk részben vagy egészben  a   Barbados Labour Party című angol Wikipédia-szócikk ezen változatának fordításán alapul.  Az eredeti cikk szerkesztőit annak laptörténete sorolja fel. Ez a jelzés csupán a megfogalmazás eredetét és a szerzői jogokat jelzi, nem szolgál a cikkben szereplő információk forrásmegjelöléseként.

## Külső linkek
- Hivatalos weboldal